# شيلينا زادورسكي
شيلينا لورا زادورسكي (من مواليد 24 أكتوبر 1992) لاعبة كرة قدم كندية لعبت في أورلاندو برايد من الرابطة الوطنية لكرة القدم للسيدات والفريق الوطني للسيدات في كندا. أيضاً لعبت سابقًا في نادي بيرث جلوري الأسترالي، ونادي الدرجة الأولى السويدي فيتسجو جيك. فازت زادورسكي بالميدالية البرونزية مع كندا في أولمبياد ريو 2016.

## روابط خارجية
- شيلينا زادورسكي على موقع الاتحاد الدولي (مؤرشف)  (الإنجليزية)
- شيلينا زادورسكي على موقع قاعدة بيانات كرة القدم.إي يو (الإنجليزية)
- شيلينا زادورسكي على موقع Soccerway.com (الإنجليزية)
- شيلينا زادورسكي على موقع اللجنة الأولمبية الدولية (الإنجليزية)
- شيلينا زادورسكي على موقع أوليمبيديا (الإنجليزية)
- شيلينا زادورسكي على موقع اللجنة الأولمبية الكندية (الإنجليزية)